# Ernst Käsemann
Ernst Käsemann (* 12. Juli 1906 in Dahlhausen bei Bochum; † 17. Februar 1998 in Tübingen) war ein deutscher evangelischer Theologe und Neutestamentler.

## Leben
Ernst Käsemann wurde am 12. Juli 1906 in Dahlhausen geboren. Dort war sein Vater Lehrer an der Volksschule, ab 1909 lebte die Familie in Essen. Sein Vater fiel schon 1915 in Russland. Die Mutter blieb mit dem Sohn und einer jüngeren Tochter in Essen, wo Ernst dann das Burggymnasium besuchte. In der Begegnung mit dem Jugendpfarrer Wilhelm Weigle (1862–1932) erfuhr sein Leben eine entscheidende Wendung, nämlich Theologie zu studieren.
1925 nahm er sein Studium an der Universität Bonn auf. Die Römerbrief-Vorlesung Erik Petersons hinterließ einen so prägenden Eindruck, dass er 1931 bei Rudolf Bultmann an der Philipps-Universität Marburg über die Kirche als Christusleib promovierte („Leib und Leib Christi“).
Von 1933 bis 1946 war Käsemann „Bergmannspastor“ der Evangelischen Kirchengemeinde in Gelsenkirchen-Rotthausen. Er heiratete 1935 die Musikstudentin Margrit Wizemann, mit der er vier Kinder (Dietrich, * 1936; Ulrich, * 1939; Eva, * 1943; Elisabeth, * 1947) hatte.

### Verhältnis zum Nationalsozialismus
Unter den Schülern Bultmanns war er der einzige, der sich 1933 zunächst den Deutschen Christen anschloss. Er erhoffte sich sozialpolitische Impulse vor allem angesichts der schwierigen Lage der Bergleute, für die er in seiner Pfarrei sorgte. Als er Anfang 1934 gegen die Gleichschaltung der evangelischen Jugendverbände protestierte, wurde er ausgeschlossen und erkannte seinen Irrtum. Das Verhältnis zur Bekennenden Kirche blieb jedoch spannungsreich, aus der westfälischen Bekenntnissynode trat er 1940 aus.
Seine Haltung zum Nationalsozialismus wurde immer deutlicher. Am 15. August 1937 predigte er über Jesaja 26,13: „Herr, unser Gott, es herrschen wohl andere Herren über uns denn du, aber wir gedenken doch allein dein und deines Namens.“ Drei Tage später wurde Käsemann für einige Wochen von der Gestapo in Haft genommen. In der Gefängniszelle schrieb er an seiner Habilitationsschrift Das wandernde Gottesvolk weiter, einer Studie über den Hebräerbrief. 1939 habilitierte sich Käsemann mit dieser Arbeit. Im Juni 1940 wurde Käsemann zur Wehrmacht eingezogen und im Februar 1941 wieder entlassen. Ab Februar 1943 kam er erneut in Griechenland zum Einsatz und nach einer Zeit der Kriegsgefangenschaft kehrte er zu seiner Gemeinde zurück.

### Nachkriegszeit
Zum Sommersemester 1946 berief ihn die von der französischen Militärverwaltung nach über 100 Jahren wiedergegründete Johannes Gutenberg-Universität Mainz an ihre Evangelisch-Theologische Fakultät, wo er ab Oktober des Jahres ordentlicher Professor für Neues Testament wurde. Eine von der westfälischen Kirchenleitung befürwortete Berufung an die Universität Münster schon Ende 1945 war von der britischen Militärverwaltung wegen seiner halbjährigen Zugehörigkeit zu den Deutschen Christen von Juli bis Dezember 1933 nicht bestätigt worden.
Bis 1952 blieb er Professor an der Mainzer Universität, danach wechselte er bis 1959 an die Universität Göttingen und wirkte anschließend an der Eberhard Karls Universität Tübingen. 1971 wurde Käsemann emeritiert. 1973 erschien die erste Auflage seines Römerbrief-Kommentars. Sein Nachlass befindet sich in der Universitätsbibliothek Tübingen.

### Ermordung der Tochter
Elisabeth Käsemann, die Tochter von Ernst Käsemann, leistete in den 1970er Jahren Sozialarbeit in mehreren südamerikanischen Ländern. Während der Militärdiktatur in Argentinien wurde sie Anfang März 1977 von der Militärjunta entführt, in einem konzentrationslagerähnlichen Geheimgefängnis zweieinhalb Monate lang schwer gefoltert, zigfach vergewaltigt und schließlich am 24. Mai 1977 mit 15 anderen Opfern durch Schüsse aus nächster Nähe ermordet.
Deutsche Behörden, insbesondere das Auswärtige Amt unter Hans-Dietrich Genscher, unternahmen nichts, um ihre Haft, Folter und den Tod zu verhindern. Diese Ignoranz erschütterte Ernst Käsemann zutiefst in seinem Vertrauen in die Bundesrepublik. Trotz mehrfacher Bitten um Hilfe von Ernst Käsemann und anderen Mitgliedern der evangelischen Kirche reagierte Genscher angeblich nur mit dem Satz „Ach, das Mädchen Käsemann“.
Erst lange nach Ernst Käsemanns Tod wurde der Fall 2011 von der argentinischen Justiz aufgearbeitet und führte zu mehreren Verurteilungen. In Deutschland erfolgte jedoch keine politische oder juristische Aufarbeitung. Der Dokumentarfilm Das Mädchen – Was geschah mit Elisabeth K.? von 2014 beleuchtet die Ereignisse und die Untätigkeit der deutschen Behörden. Der Film zeigt auch, wie Ernst Käsemann und seine Familie mit der Tragödie umgingen, und die Versuche, Gerechtigkeit für Elisabeth zu erlangen.
Ernst Käsemann bemühte sich intensiv darum, den Leichnam seiner Tochter nach Deutschland zu überführen. Dies gelang ihm erst, nachdem er eine erhebliche Summe Geldes an einen Verbindungsoffizier der argentinischen Militärjunta gezahlt hatte. Auch danach wurden ihm die offiziellen Kosten für die Exhumierung und Überführung in Rechnung gestellt. Diese Erfahrungen führten dazu, dass Ernst Käsemann an der Integrität und Menschlichkeit der deutschen Behörden zweifelte.
Ulrich Käsemann beschreibt seinen Vater unmittelbar nach der Obduktion als einen gebrochenen Mann.
Im Herbst 1977 beschloss die württembergische Landessynode, der Tübinger Studierendengemeinde einen Zuschuss für deren Arbeitskreis Christen für den Sozialismus zu streichen. Aus diesem und anderen Gründen kündigte er seinen Kirchenaustritt an. Dieser wurde durch eine Aufhebung des Beschlusses verhindert.

### Letzte Jahre
Die letzten Jahre Käsemanns waren von zunehmender Verbitterung, Enttäuschung über die Bundesrepublik Deutschland und über die evangelische Kirche geprägt. „Was sich harmlos als freie Marktwirtschaft tarnt und alle zu beglücken verspricht, ist in Wirklichkeit die Fortsetzung von Imperialismus und Kolonialismus durch ein kapitalistisches System.“ Die Kirche sei ein „getreues Spiegelbild der wohlstandssatten, selbstgerechten, leidunempfindlichen Gesellschaft.“

Käsemann starb am 17. Februar 1998. Auf der Todesanzeige stand vielsagend der Vers aus Jesaja 26, 13, mit dem er sich schon in einer Predigt am 15. August 1937 vom Nationalsozialismus distanziert hatte: 
„HERR, unser Gott, es herrschen wohl andere Herren über uns als du, aber wir gedenken doch allein deiner und deines Namens.“

## Lehre
Schon in der Dissertation war der Ansatz zu seinem besonderen Verständnis der Kirche deutlich, der sich von Bultmann und der dialektischen Theologie deutlich unterschied: Kirche ist etwas anderes als ein religiöser Verein. An der Marburger Universität distanzierte er sich jedoch deutlich von seinen katholisierenden Anfängen und orientierte sich deutlicher an der dialektischen Theologie und den Schriften Luthers.
Am 20. Oktober 1953 hielt er bei Anwesenheit Bultmanns den Vortrag „Das Problem des historischen Jesus“. Darin hielt er entgegen der Auffassung seines Lehrers Bultmann gesichertes Wissen über Jesu Leben und Botschaft für möglich, wobei er wieder an Ferdinand Christian Baur anschloss (Leben-Jesu-Forschung). Er legte ein doppeltes Differenzkriterium an die synoptische Tradition an: „Echt“ ist ein Jesuslogion, wenn es sich weder aus der jüdischen Umwelt noch aus Leben und Lehre des Urchristentums erklären lässt.
Später kamen die Kriterien der Mehrfachbezeugung und der Übereinstimmung („Kohärenz“) mit anderen als echt erwiesenen Jesusworten dazu. Diese Kriterien haben sich in der Jesusforschung durchgesetzt und wurden dreißig Jahre lang ihre dominierende Arbeitsmethode (vgl. Doppeltes Differenzkriterium).
Darüber hinaus betrachtete Käsemann die jüdische Apokalyptik, in die er Jesu Botschaft einordnete, als prägendes Element der paulinischen Rechtfertigungslehre und „– da man die Predigt Jesu nicht eigentlich als Theologie bezeichnen kann – die Mutter aller christlichen Theologie“. Jesus sei kein Apokalyptiker gewesen, sondern habe „die Unmittelbarkeit des nahen Gottes verkündigt“. Erst nach seiner Kreuzigung und Auferstehung seien dann in der Erfahrung der Parusieverzögerung auf Grundlage der jüdischen Apologetik die Rechtfertigungslehre und andere Theologeme entwickelt worden.

## Schüler
- Johannes Friedrich
- Walter Klaiber
- Dorothee Sölle
- Peter Stuhlmacher
- Wolfgang Schrage
- Manfred Fischer
- Michael Lattke

## Schriften (Auswahl)
- Leib und Leib Christi: Eine Untersuchung zur paulinischen Begrifflichkeit (= Beiträge zur historischen Theologie, Bd. 9). Tübingen, Mohr, 1933.
- Das wandernde Gottesvolk: Eine Untersuchung zum Hebräerbrief (= Forschungen zur Religion und Literatur des Alten und Neuen Testaments N. F. H. 37). Vandenhoeck & Ruprecht, Göttingen 1939.
- Exegetische Versuche und Besinnungen. Zwei Bände. Vandenhoeck & Ruprecht, Göttingen 1960 / 1964.
- Jesu letzter Wille nach Johannes 17. Mohr Siebeck, Tübingen 1966; 3., veränd. Aufl. 1971.
- Der Ruf der Freiheit. Mohr Siebeck, Tübingen 1966; 5., erw. Aufl. 1972.
- Paulinische Perspektiven. Mohr Siebeck, Tübingen 1968. 3. Aufl. 1993.
- An die Römer (= Handbuch zum Neuen Testament (HNT) 8a). Mohr Siebeck, Tübingen 1973. 4., durchgesehene Auflage 1980.
- Kirchliche Konflikte. Bd. 1. Vandenhoeck & Ruprecht, Göttingen 1982.
- In der Nachfolge des gekreuzigten Nazareners. Aufsätze und Vorträge aus dem Nachlass. Mohr Siebeck, Tübingen 2005.

## Ehrungen
- 1947: Ehrendoktorwürde der Universität Marburg
- 1967: Ehrendoktorwürde der Universität Durham
- 1967: Ehrendoktorwürde der Universität Edinburgh
- 1969: Ehrendoktorwürde der Universität Oslo
- 1985: Ehrendoktorwürde der Yale University, New Haven (Connecticut, USA)[12]
- 1985: Sexauer Gemeindepreis für Theologie